# NRK
NRK (tiếng Na Uy: Norsk rikskringkasting AS) là tổ chức phát sóng công cộng thuộc sở hữu của chính phủ Na Uy, đồng thời là công ty truyền thông lớn nhất ở Na Uy. NRK phát sóng 3 kênh truyền hình và 13 kênh phát thanh quốc gia trên truyền hình kỹ thuật số vệ tinh. NRK là thành viên đồng sáng lập của Liên hiệp Phát sóng châu Âu.